# Sibyla Anhaltská
Sibyla Anhaltská (Sibylla von Anhalt, 28. září 1564, Bernburg – 26. října 1614, Leonberg) byla rodem princezna anhaltská a sňatkem s Fridrichem I. Württemberským také vévodkyně württemberská. Mezi lety 1577 až 1581 byla také abatyší v Gernrode a Frose.

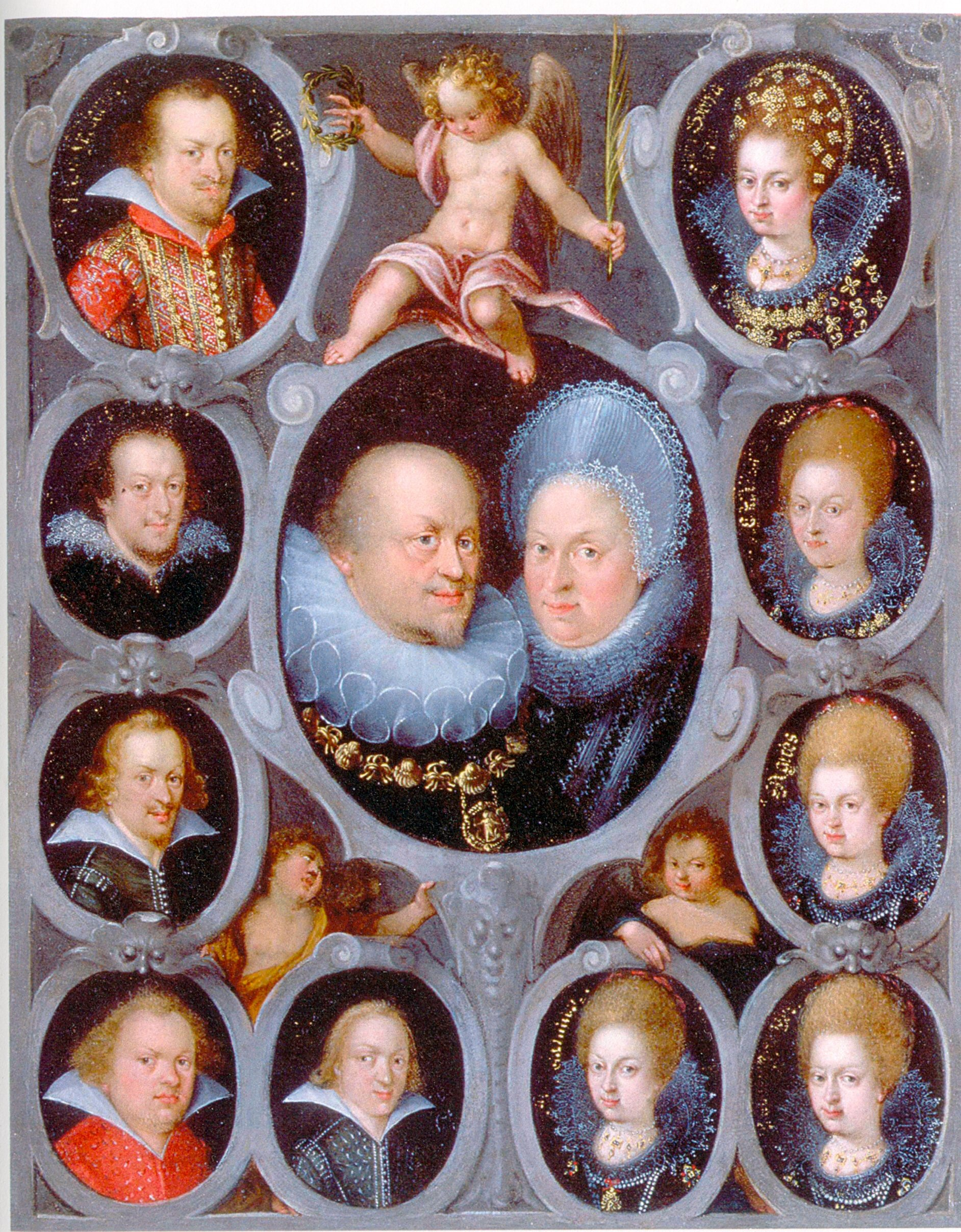
Uprostřed: Sibyla s manželem Fridrichem, okolo nich portréty jejich dětí

## Život
Sibyla se narodila 28. září 1564 v Bernburgu jako čtvrtá, ale třetí přeživší, dcera Jáchyma Arnošta Anhaltského, jednoho z mála držitelů titulu vévoda anhaltský, a jeho první manželky Anežky z Barby-Mühlingenu.
V roce 1577 byla její starší sestra, Anna Marie, zbavena postu abatyše v Gernrode a Frose, aby si mohla vzít Jáchyma Fridricha, nejstaršího syna a dědice vévodství Brieg. Pod nátlakem otce nakonec sestřino postavení abatyše zastoupila právě Sibyla, její funkce byla potvrzena i císařem Rudolfem II. Za doby, kdy byla abatyší, existuje pouze jediný záznam o její působnosti a to z dokumentu, který potvrzoval její finanční zaopatření vdovy po Stefanu Molitorovi. V roce 1581 pak byla Sibyla zbaven postu abatyše, ale pouze proto, aby si krátce nato mohla vzít Fridricha I. Württemberského. Manželství bylo naplánováno a smluveno její nevlastní matkou, Jáchymovou druhou manželkou, Eleonorou Württemberskou. Svatba se konala ve Stuttgartu dne 22. května téhož roku. Novou abatyší se stala Sibylina mladší nevlastní sestra Anežka Hedvika, pozdější vévodkyně Šlesvicko-Holštýnsko-Sondeburská.
Již necelých šestnáct let po svatbě s Fridrichem porodila Sibyla patnáct dětí, z nichž se dospělosti dožilo pouze deset, ostatní zemřeli krátce po narození, mrtví se narodili, nebo zemřeli ve věku méně než pět let. Sám Fridrich měl pravděpodobně i několik nemanželských dětí. Přestože Sibyla dala Württemberským dědice i dcery, který se mohly výhodně vdát, nehrála na dvoře téměř žádnou roli. Po narození posledního dítěte, dcery Anny, žila od manžela téměř odděleně, ten často cestoval po Francii, Itálii a Anglii, proto neměl na manželku ani potomky čas.
Sibyla byla známá pro své znalosti botaniky a chemie. Svůj zájem o alchymii zastírala tím, že sbírá byliny na výrobu léků pro chudé lidi. Její vědeckou poradkyní byla Helena Magenbuchová, dcera Johanna Magenbucha, osobního lékaře Martina Luthera nebo Karla V. V roce 1606 převzala post Heleny léčitelka Maria Andreae.
Po smrti svého manžela v roce 1608 se Sibyla uchýlila do Leonbergu, kde pověřila architekta Heinricha Schickhardta, aby přestavoval místní zámek a vytvořila slavnou zahradu Pomeranzengarten. V roce 1609 pověřila Schickhardta úkolem postavit dům u jezera, nedaleko Leonbergu, který později využívala jako lovecký zámeček. V roce 1614, ve věku 50 let, zde Sibyla zemřela a je pohřbena v kostele sv. Kříže ve Stuttgartu.

## Potomci
Z manželství s Fridrichem I. se narodilo 15 dětí a to pouze během prvních patnácti let manželství (aniž by se narodila dvojčata nebo dokonce vícerčat).
- Jan Fridrich (5. května 1582 – 18. července 1628), vévoda württemberský, ⚭ 1609 Barbara Žofie Braniborská (16. listopadu 1584 – 13. února 1636)
- Jiří Fridrich (1583–1591), zemřel mladý
- Sibyla Alžběta (10. dubna 1584 – 20. ledna 1606), ⚭ 1604 Jan Jiří I. Saský (5. března 1585 – 8. října 1656), kurfiřt saský
- Alžběta (*/† 1585)
- Ludvík Fridrich (29. ledna 1586 – 26. ledna 1631), zakladatel vedlejší linie Montbéliard,
⚭ 1617 Alžběta Magdalena Hesensko-Darmstadtská (23. dubna 1600 – 9. června 1624)
⚭ 1625 Anna Eleonora Nasavsko-Saarbrückensko-Weilburská (1677–1702)
- Jáchym Fridrich (*/† 1587)
- Julius Fridrich (3. června 1588 – 25. dubna 1635), zakladatel vedlejší linie Weiltingen, ⚭ 1618 Anna Sabina Šlesvicko-Holštýnsko-Sondeburská (7. března 1593 – 18. července 1659)
- Filip Fridrich (*/† 1589)
- Eva Kristýna (1590–1657), ⚭ 1610 Jan Jiří Krnovský (16. prosince 1577 – 2. března 1624), vévoda krnovský
- Fridrich Achilles (5. května 1591 – 30. prosince 1631), svobodný a bezdětný
- Anežka (1592–1629), ⚭ 1620 František Julius Sasko-Lauenburský (13. září 1584 – 8. října 1634)
- Barbora (4. prosince 1593 – 18. května 1627), ⚭ 1616 markrabě Fridrich V. Bádensko-Durlašský (6. července 1594 – 8. září 1659)
- Magnus (1594–1622), padl v jedné z bitev během třicetileté války
- August (*/† 1596)
- Anna (1597–1650)